# Jessica Rawson
Jessica Mary Rawson (née le 20 janvier 1943) est une historienne de l'art, conservatrice et sinologue britannique. Elle est également administratrice académique, spécialisée dans l'Art chinois.
Après de nombreuses années au British Museum, elle est directrice du Merton College, Oxford, de 1994 jusqu'à sa retraite en 2010. Elle est pro-vice-chancelière à l'Université d'Oxford de 2006 à 2010.

## Biographie
La formation universitaire de Rawson est en sinologie avec un accent particulier sur la cosmologie de la période Han (206 av. J.-C.-220 apr. J.-C.) et sa relation avec les tombes et leur décoration. Formée à la St Paul's Girls' School à Hammersmith, West London, New Hall, Cambridge et à l'Université de Londres, Rawson commence sa carrière dans la fonction publique.
Entre 1976 et 1994, elle est conservatrice adjointe puis conservatrice du département des antiquités orientales au British Museum. De 1994 à 2010, elle est directrice du Merton College d'Oxford et de 2006 à 2011, elle est pro-vice-chancelière de l'Université d'Oxford. Elle est impliquée dans un certain nombre d'expositions de haut niveau telles que les Mystères de la Chine ancienne.
Rawson contribue avec Evelyn S. Rawski et d'autres chercheurs au catalogue de Chine : Les Trois Empereurs par Frances Wood. L'exposition est présentée à la Royal Academy of Arts en 2005-2006.
De 2011 à 2016, Rawson dirige un projet à l'Université d'Oxford sur la Chine et l'Asie intérieure : les interactions qui ont changé la Chine (1000-200 av. J.-C.) financé par le Leverhulme Trust, avec Jianjun Mei comme collaborateur. Ce projet explore les relations entre la Chine ancienne et les peuples des steppes eurasiennes, en particulier au nord et au nord-ouest. Depuis 2015, Rawson est partenaire du projet RLAHA FLow of Ancient Metals across Eurasia (FLAME) financé par le Conseil européen de la recherche.

## Honneurs
Rawson est membre de la British Academy, membre du Scholars' Council du Kluge Center de la Bibliothèque du Congrès et membre du Art Fund's Advisory Council. Elle est nommée Commandeur de l'Ordre de l'Empire britannique (CBE) dans les honneurs d'anniversaire de 1994 et Dame Commandeur de l'Ordre de l'Empire britannique (DBE) dans les honneurs du Nouvel An 2002 pour ses services aux études orientales.
En 2012, Rawson est élue à l'Académie américaine des arts et des sciences en tant que membre honoraire étranger.
En mai 2017, elle reçoit la Médaille Charles-Lang-Freer en reconnaissance de ses contributions à l'étude de l'art et de l'archéologie chinois. En 2022, elle reçoit le prix Tang de sinologie.